# Els Encantats de Begues
Els Encantats de Begues són una colla castellera de Begues, al Baix Llobregat, fundada el 2012. El nom es deu al fet que així són coneguts popularment els habitants de la població. Vesteixen amb camisa de color verd ampolla i els seus millors castells són el 3 de 7, el pilar de 5, el 2 de 6 i el 4 de 6 amb l'agulla.

## Història
La colla es va estrenar l'11 de setembre de 2012 amb un pilar de 4. Va ser reconeguda colla oficial per la Coordinadora de Colles Castelleres de Catalunya (CCCC) en 16 de març del 2013. La seva primera actuació fou el 13 d'abril de 2013 a Begues, juntament amb les dues colles que l'han apadrinat i ajudar a néixer: els Castellers de Barcelona i els Castellers de Castelldefels. Van assolir la categoria de colla castellera al descarregar el 3de6 després d'haver realitzat un intent i un intent desmuntat. El resultat final de la seva primera actuació fou: Pd4, 2d5, i3d6, id3d6, 3d6, Pd4.

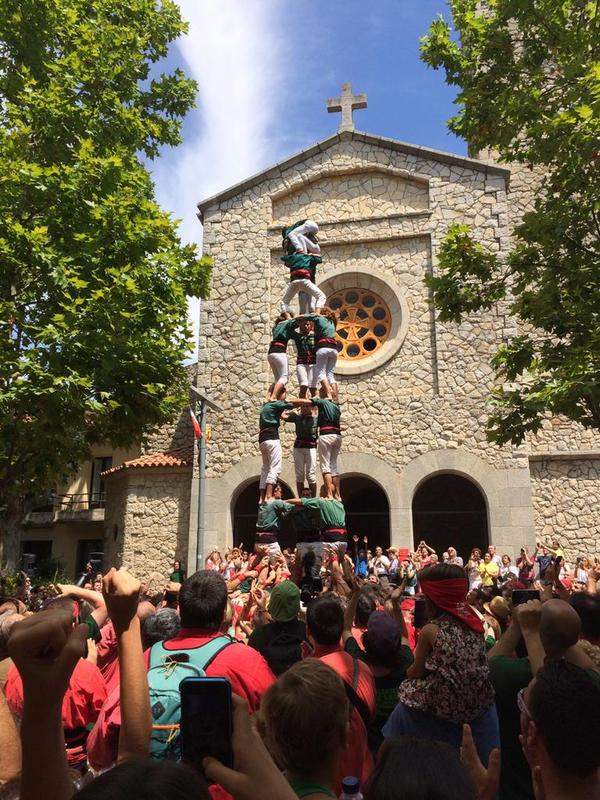
Primer 3d7

La seva millor actuació fins a la data és 2Pd4, 2d6, 3d7, 4d6a i Pd5, realitzada el 26 de juliol del 2015 en la Festa Major d'Estiu de Begues.
Els seus millors castells son el 3d7, 2d6, 5d6 i P5

## Estadístiques

### Temporades
La taula a continuació mostra tots els castells de la colla presentats per temporades segons la base de dades de la Coordinadora de Colles Castelleres de Catalunya
- No s'inclouen els castells nets.
- Els pilars de 4 inclouen els pilars caminants i els aixecats per sota.

| Castells descarregats «d», carregats «c», intents «i» i intents desmuntats «id» amb el format següent: d(c) iid |        |         |      |      |      |      |     |     |     |     |          |
| Any | Diades | Pd4     | 4d6  | 3d6  | 4d6a | 3d6a | 5d6 | 2d6 | Pd5 | 3d7 | Total    |
| 2013 | 10     | 17(1)   | 2 12 | 4 3  |      |      |     |     |     |     | 23(1) 45 |
| 2014 | 23     | 55(1) 1 | 7 1  | 14   | 2    | 13 4 |     | 1 2 | 1   |     | 92(1) 36 |
| 2015 | 22     | 46      | 3    | 8(1) | 2    | 8(1) |     | 10  | 2 2 | 2 1 | 81(2) 3  |
| 2016 | 21     | 45(1)   | 4    | 10 1 |      | 8 2  | 2   | 7 4 | 7   | 2   | 83(1) 27 |
| 2017 | 14     | 36 2    | 4    | 8    | 3    | 8 13 | 3 1 | 5 3 | 1 1 |     | 68 110   |
| Any | Diades | Pd4     | 4d6  | 3d6  | 4d6a | 3d6a | 5d6 | 2d6 | Pd5 | 3d7 | Total    |

## Apadrinaments
Els Encantats de Begues tenen dues colles padrines:
- Castellers de Barcelona (2013)[4]
- Castellers de Castelldefels (2013)[4]

## Galeria d'imatges

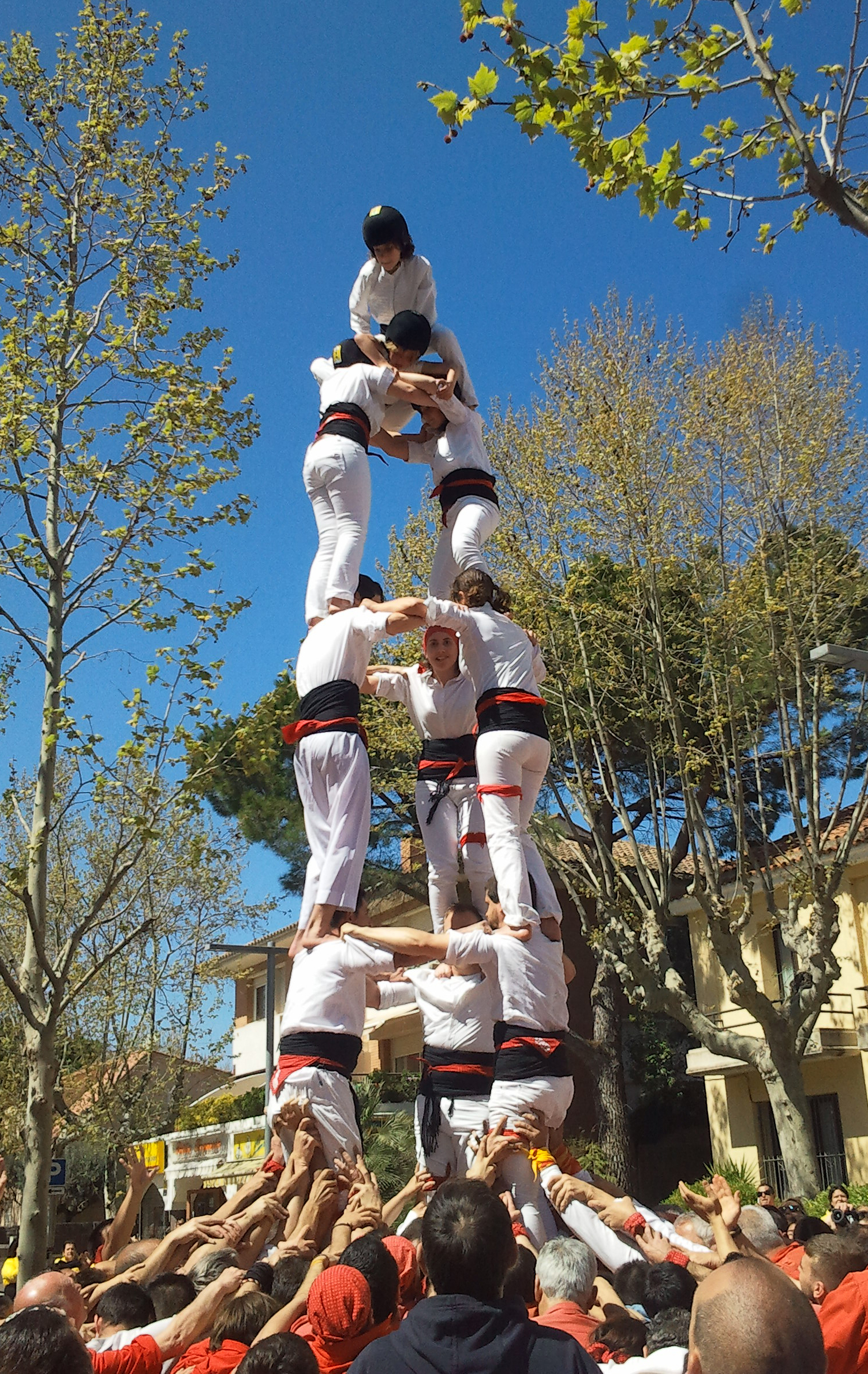
Primer 3 de 6 de la colla
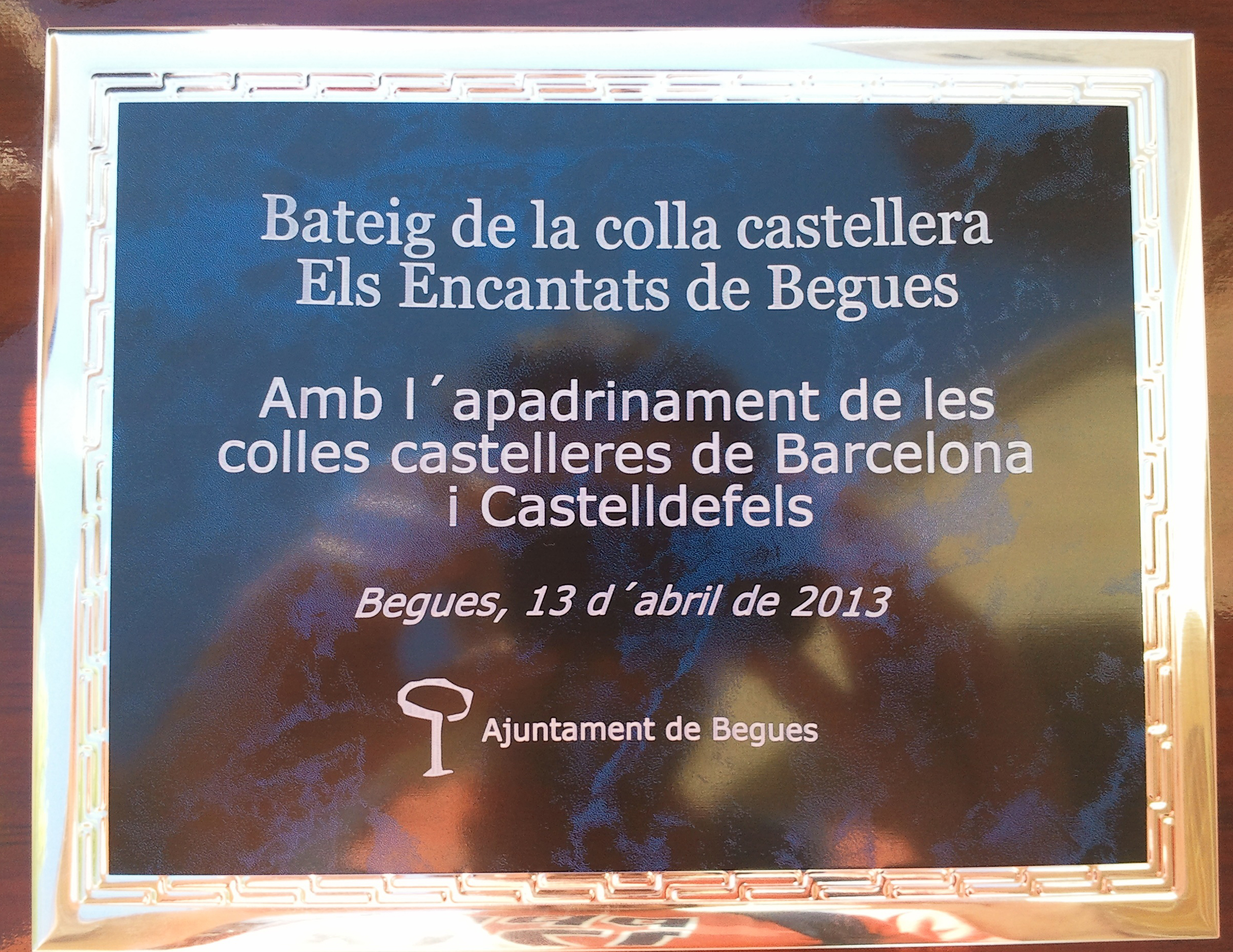
Placa commemorativa del bateig de la colla
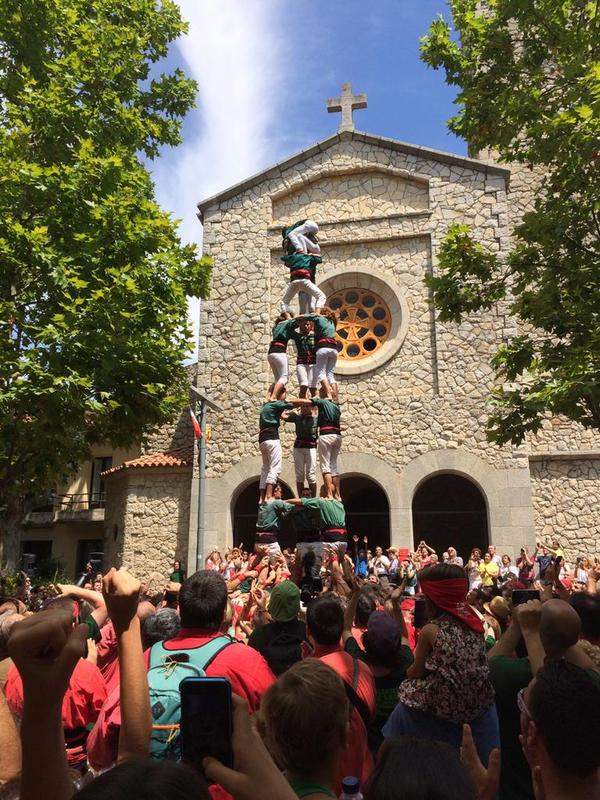
Primer 3d7